# Ateuchus vigilans
Ateuchus vigilans là một loài bọ cánh cứng trong họ Bọ hung (Scarabaeidae).